# Materia bariónica

Nombre y carga eléctrica de los componentes de la materia.

En cosmología, materia bariónica es toda forma de materia constituida por bariones y leptones (a excepción de determinados tipos de neutrinos). Es decir, es la materia que forma todo lo que nos rodea y podemos ver, incluidos nosotros mismos.
Según cálculos recientes, la materia bariónica forma sólo el 5% de la densidad del universo. Un 27% está formado por materia oscura y el 68% restante, por energía oscura.

## Masa en la materia bariónica
A diferencia de lo que sucede con la masa de electrones o neutrinos, cuya masa se debe principalmente a la interacción con el bosón de Higgs, la masa de materia bariónica se debe principalmente al campo gluónico, menos del 1% de la masa de los hadrones se debe a la interacción con el campo de Higgs. A partir de 1995 los resultados de la QCD reticular empezó a ofrecer cálculos teóricos precisos sobre la masa de los hadrones, calculadas a partir de la cromodinámica cuántica, la teoría que describe la dinámica interna de quarks y gluones que conforman dichos hadrones.